# Tilleux
Tilleux é uma comuna francesa na região administrativa de Grande Leste, no departamento de Vosges. Estende-se por uma área de 3,88 km². Em 2010 a comuna tinha 61 habitantes (densidade: 15,7 hab./km²).